# Pustějov
Pustějov (en allemand : Qualisch) est une commune du district de Nový Jičín, dans la région de Moravie-Silésie, en République tchèque. Sa population s'élevait à 980 habitants en 2021.

## Géographie
Pustějov se trouve à 6 km au sud-ouest de Studénka, à 12 km au nord de Nový Jičín, à 23 km au sud-ouest d'Ostrava et à 260 km à l'est-sud-est de Prague.
La commune est limitée par Bílov au nord, par Studénka, au nord et à l'est, par Bartošovice et Hladké Životice au sud, et par Kujavy à l'ouest.

## Histoire
La première mention écrite de la localité date de 1324.

## Galerie

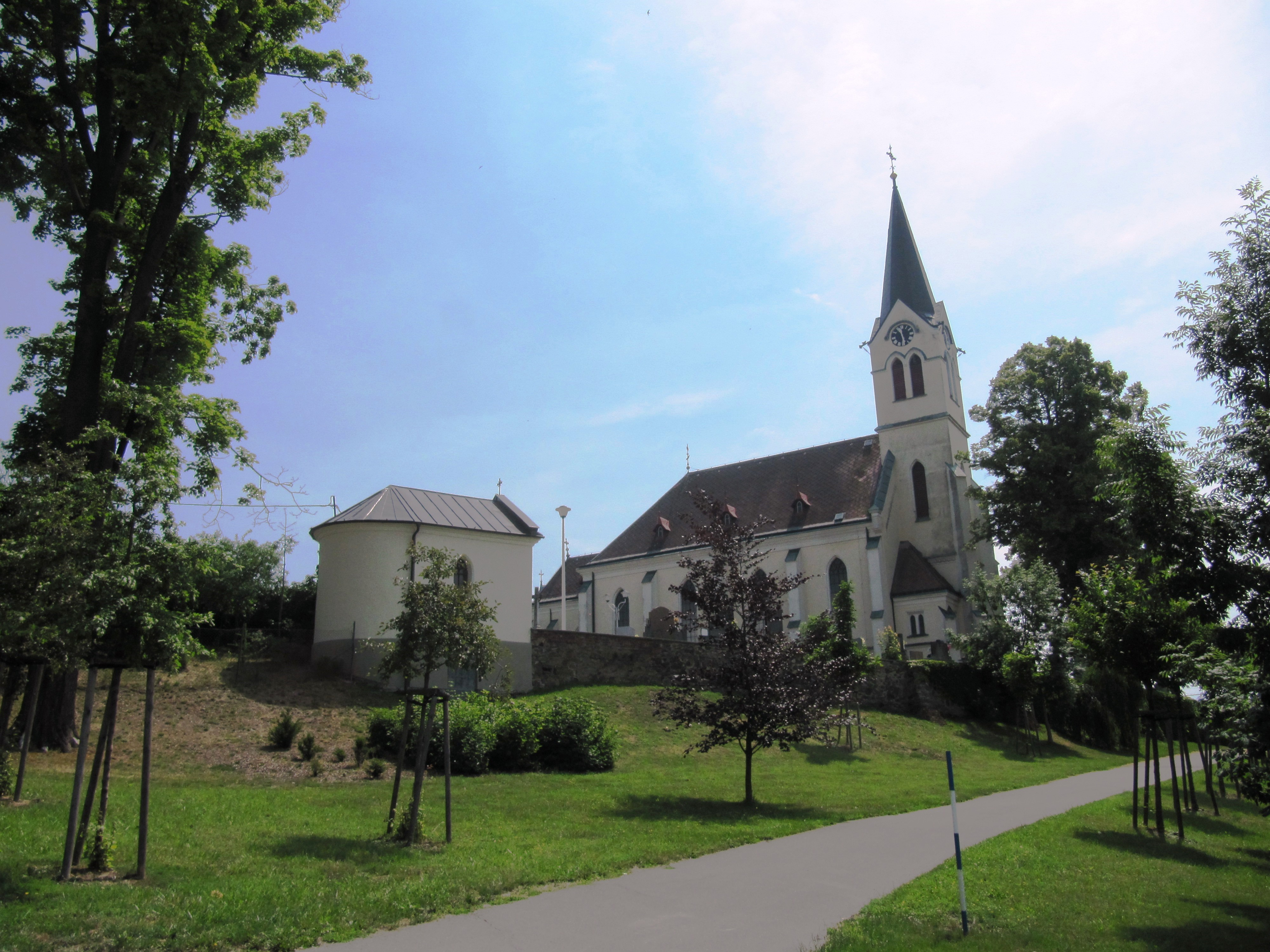
Église Sainte-Marie-Magdelaine.
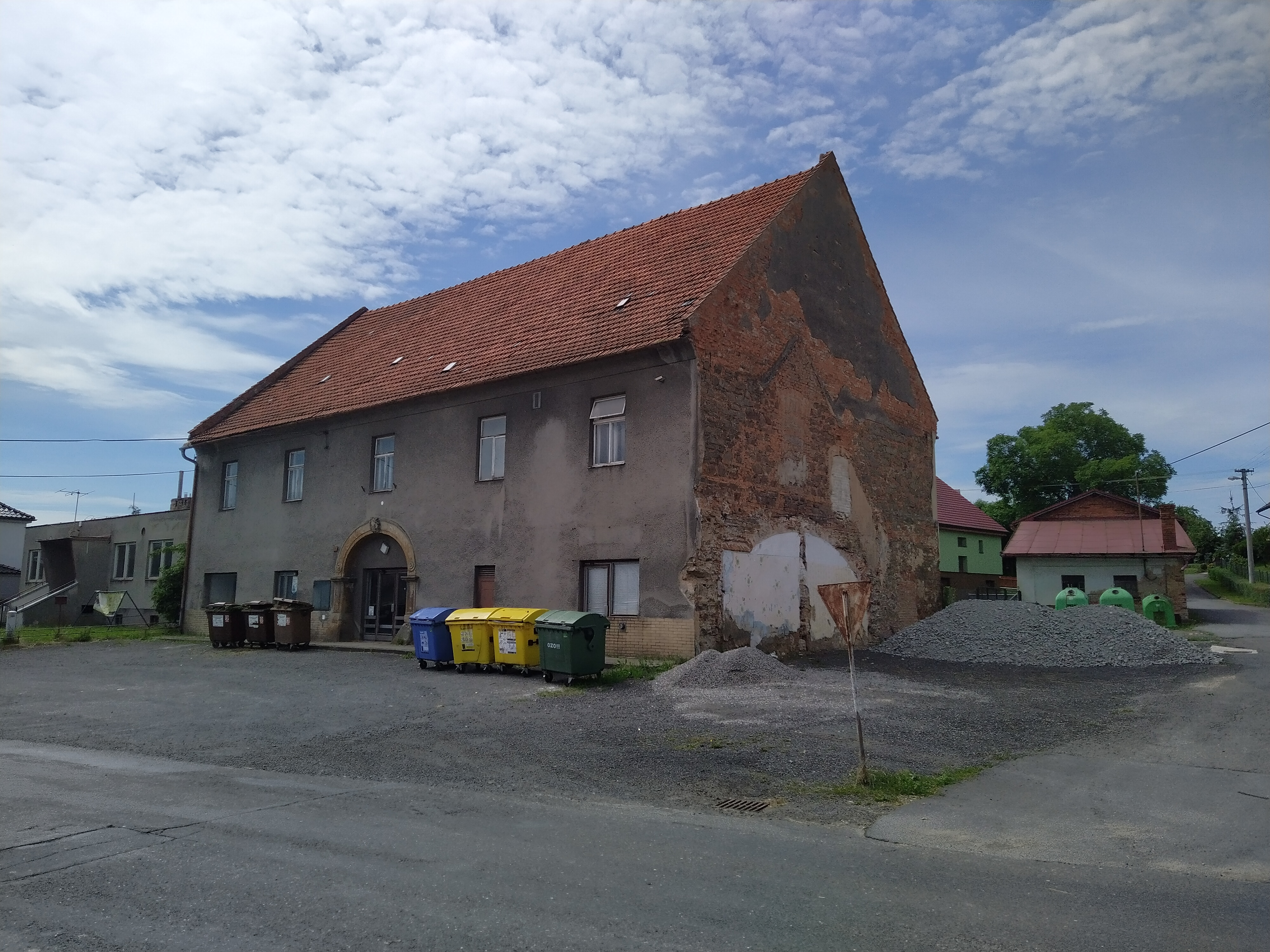
Château de Pustějov.

## Transports
Par la route, Pustějov se trouve à 8 km de Bílovec, à 14 km de Nový Jičín, à 33 km d'Ostrava et à 327 km de Prague.